# Highway (프리의 음반)
| 전문가 평가              | 전문가 평가 |
| 평가 점수                | 평가 점수   |
| 출처                     | 점수        |
| ------------------------ | ----------- |
| AllMusic                 | [ 1 ]       |
| Christgau's Record Guide | B           |

《Highway》는 영국의 록 밴드 프리의 네 번째 스튜디오 음반이다. 이 음반은 1970년 9월, 프리가 아일오브와이트 페스티벌에서 성공을 거둔 직후 매우 빠르게 녹음되었으며, 이전 음반 《Fire and Water》 (1970년 6월 26일에 발표)와 싱글 〈All Right Now〉를 통해 전 세계적인 성공을 거둔 밴드는 여유로운 태도로 작업에 임했다. 《Highway》는 이전 작품들과 비교해 보다 절제되고 내성적인 성격의 음반이다.

## 녹음
작곡 측면에서 《Highway》는 이전 음반들과 마찬가지로 보컬리스트 폴 로저스와 베이시스트 앤디 프레이저가 9곡 중 7곡을 공동 작업하며 유사한 노선을 이어갔다. 대체로 이 음반은 프리의 음반 중 가장 수월하게 녹음된 편이었는데, 이는 밴드가 원하던 히트 싱글을 이미 달성한 후 자신감을 회복한 채 스튜디오로 돌아왔기 때문이었다. 그러나 기타리스트 폴 코소프는 갑작스러운 명성을 받아들이는 데 어려움을 겪었으며, 싱글 〈All Right Now〉 이후를 "모든 방면에서 압력이 크게 증가한 시기"로 기억했다(필 서트클리프의 라이너 노트에서 인용). 그는 〈Be My Friend〉와 같은 보다 진중하고 무게감 있는 곡들을 선호했으며, 이를 〈All Right Now〉의 "가벼움"에 대한 해독제처럼 여겼다.
《Highway》는 프리가 성공과 안정 속에서 녹음한 마지막 음반이었다. 이 음반의 실패는 정서적으로 불안정했던 코소프의 약물 중독 심화를 불러왔으며, 밴드의 일시적인 해체로 이어졌고, 이는 프리가 결코 완전히 회복하지 못한 전환점이 되었다. 드러머 사이먼 커크를 포함한 일부 인사들은 이 음반 녹음 기간 중인 1970년 9월 18일, 코소프가 우상으로 여겼던 지미 헨드릭스의 사망 또한 그의 붕괴에 중요한 요인이 되었다고 보고 있다.

## 곡 목록
모든 곡들은 특별한 언급이 없는 한 앤디 프레이저와 폴 로저스에 의해 작사/작곡하였다.
| #  | 제목                 | 작사·작곡                | 재생 시간 |
| -- | -------------------- | ------------------------ | --------- |
| 1. | 〈The Highway Song〉 | 프레이저, 폴 코소프      | 4:14      |
| 2. | 〈The Stealer〉      | 프레이저, 로저스, 코소프 | 3:14      |
| 3. | 〈On My Way〉        |                          | 4:04      |
| 4. | 〈Be My Friend〉     |                          | 5:45      |

| #  | 제목                    | 작사·작곡           | 재생 시간 |
| -- | ----------------------- | ------------------- | --------- |
| 5. | 〈Sunny Day〉           |                     | 3:07      |
| 6. | 〈Ride on a Pony〉      |                     | 4:17      |
| 7. | 〈Love You So〉         | 로저스, 사이먼 커크 | 4:54      |
| 8. | 〈Bodie〉               |                     | 3:05      |
| 9. | 〈Soon I Will Be Gone〉 |                     | 3:01      |